# Rydssjön (Mossebo socken, Västergötland)
Rydssjön är en sjö i Tranemo kommun i Västergötland och ingår i Ätrans huvudavrinningsområde. Sjön har en area på 0,259 kvadratkilometer och ligger 200 meter över havet. Sjön avvattnas av vattendraget Musån.

## Delavrinningsområde
Rydssjön ingår i det delavrinningsområde (636845-135844) som SMHI kallar för Namn saknas. Medelhöjden är 229 meter över havet och ytan är 29,96 kvadratkilometer. Räknas de 2 avrinningsområdena uppströms in blir den ackumulerade arean 52,96 kvadratkilometer. Musån som avvattnar avrinningsområdet har biflödesordning 3, vilket innebär att vattnet flödar genom totalt 3 vattendrag innan det når havet efter 136 kilometer. Avrinningsområdet består  mestadels av skog (71 %) och sankmarker (20 %). Avrinningsområdet har 0,35 kvadratkilometer vattenytor vilket ger det en sjöprocent på 1,2 %.